# Flèche bleue
Ne doit pas être confondu avec La Flèche bleue.
Flèche Bleue (The Blue Racer) est une série télévisée d'animation américaine en 17 épisodes de six minutes réalisée par les studios DePatie-Freleng et diffusée du 3 juillet 1972 au 16 janvier 1974 en salles de cinéma, puis en syndication.
En France, la série a été diffusée à partir du 3 février 1978 sur Antenne 2 dans l'émission Dorothée et ses amis et rediffusée en 1981 sur Antenne 2, en 1998 dans Cellulo sur La Cinquième, puis en été 2006 sur Canal+ dans Ça Cartoon, Entre fin 2007 et 2009 sur France 3 dans les émissions Toowam, puis Ludo. De 2009 à 2011 sur Gulli dans l'émission GRRR !!!

## Genèse
Flèche Bleue est un dessin animé dérivé d'une autre production des studios DePatie-Freleng, Pancho et Rancho (Tijuana Toads), dans lequel le personnage de Flèche bleue apparaissait dans plusieurs épisodes.

## Synopsis
Flèche Bleue est le serpenteau le plus rapide du monde qui parle avec un cheveu sur la langue. Il tente désespérément d'attraper un scarabée japonais à lunettes pour en faire son repas. Mais le scarabée est ceinture noire de karaté...

## Fiche technique
- Titre français : Flèche Bleue
- Titre original : The Blue Racer
- Réalisateur : Gerry Chiniquy, Hawley Pratt, Art Davis
- Scénaristes : John W. Dunn
- Musique : Doug Goodwin
- Production : Friz Freleng, David H. DePatie, Lee Gunther
- Sociétés de production : DePatie-Freleng Enterprises
- Pays d'origine : États-Unis
- Langue : anglais
- Nombre d'épisodes : 17
- Durée : 6 minutes
- Dates de première diffusion :  États-Unis : 3 juillet 1972 ;  France : 3 février 1979

## Distribution

### Voix françaises
- Francis Lax : Flèche Bleue
- Albert Augier : le hanneton japonais
- Georges Aubert : Crazylegs Crane
- Marcelle Lajeunesse : voix additionnelles
- Paule Emanuele : Maman Poule (voix additionnelle)

### Voix originales
- Larry D. Mann : Flèche Bleue
- Tom Holland : le hanneton japonais

## Autour de la série
Afin ne pas choquer la communauté asiatique, les États-Unis n'ont plus rediffusé ni commercialisé ce dessin animé à cause de la composante raciste liée au personnage du scarabée, caricature du Japonais.
Dix-sept ans après l’arrêt de la série, Sonic, la mascotte de Sega, devient l'animal bleu le plus rapide et le plus connu du monde, éclipsant la Flèche Bleue.

### Ouvrages
- Pierre Faviez, La Télé : un destin animé, Société des Ecrivains, 2010, 168 p. (ISBN 978-2-7480-4726-4, lire en ligne)
- Jean-Jacques Jelot-Blanc, 30 ans de séries et de feuilletons à la T.V., Pac, 1985 (ISBN 2853362418)